# حسام ابراهیم
حسام ابراهیم (عربی: حسام ابراهيم علي السراي؛ زادهٔ ۱۰ مهٔ ۱۹۸۷) یک بازیکن فوتبال اهل عراق است.
از باشگاه‌هایی که در آن بازی کرده‌است می‌توان به دهوک، نفط الجنوب، الشرطه، بغداد، نیروی هوایی عراق، و تیم ملی فوتبال عراق اشاره کرد.
وی همچنین در تیم‌های ملی فوتبال تیم ملی فوتبال عراق بازی کرده است.